# Káldor Miklós Szakkollégium
A Káldor Miklós Szakkollégium a Budapesti Gazdaságtudományi Egyetem Külkereskedelmi Karának, 2011-ben létrehozott szakkollégiuma. Célja, hogy elsősorban tagjai, illetve lehetőség szerint az Egyetem minden hallgatója számára lehetőséget biztosítson az egyetemi képzést kiegészítő, magasabb szintű ismeretek elsajátítására. A szakmai fejlődés mellett nagy hangsúlyt helyez a közösségi programokra és a társadalmi felelősségvállalásra is.

## Történet
A BGE Külkereskedelmi Kar néhány hallgatójában 2011-ben merült fel a gondolat, hogy szükség van olyan szervezett rendezvényekre, előadásokra, melyek túlmutatnak az egyetemi előadások és gyakorlatok szükségszerűen merev korlátain, és a tisztán elméleti megközelítés mellett megmutatják az üzleti, gazdasági folyamatok érdekességeit és gyakorlati működését. A szakkollégium alapításának előkészítése már 2011 májusában sor került, melynek eredményeképpen 2011. június 21-én megalapították a mai Káldor Miklós Szakkollégium jogelődjét a BGF KKK Szakkollégiumi Önkormányzatot. A köznyelvben Külker Szakkollégiumként ismert szervezet 2015-től hivatalosan is felvette a Külker Szakkollégium elnevezést. 2018-ban, a Szakkollégium történetére és növekedésére tekintettel névváltási kezdeményezés indult, melynek 2020-ban lett vége, így 2018-2020 között Káldor Miklós Szakkollégium (Külker Szakkollégium) néven működött a szervezet. 2020. május 7-étől a BGE Külkereskedelmi Karán működő szakkollégium neve Káldor Miklós Szakkollégium.

## Működés
A Káldor Miklós Szakkollégium működését a Szakkollégiumi Charta és az önkormányzatiság elve alapján határozza meg. A Szakkollégium legfőbb szerve a Közgyűlés. A Közgyűlés munkáját előkészíti és felügyeli a Szakkollégiumi Diákbizottság, a Szakmai Vezető jóváhagyásával. A Szakkollégiumi Diákbizottság tagjai: az elnök; a szakmai alelnök; a pénzügyi alelnök; a marketingkommunikációs alelnök és a TDK alelnök.
A Szakkollégium tagjai aktív, passzív, támogató, senior és alumni tagi státuszok között mozoghatnak a Szakkollégium Szervezeti és Működési Szabályzata alapján. A Káldor Miklós Szakkollégium tagja olyan hallgató lehet, aki a tagfelvételi időszakban jelentkezik, megfelel az aktuális kiírás kritériumainak és felvételét a Felvételi Bizottság a Közgyűlés számára javasolta. A Szakkollégium tagjai leginkább a nemzetközi gazdálkodás, kereskedelem és marketing, nemzetközi tanulmányok és kommunikáció és médiatudományok szakokon tanuló hallgatók.

### Szakmai alappillér
A Szakkollégium működésének célja, hogy a tagok, a tehetséges hallgatók szakmai felkészültségét minden lehetséges eszközzel elősegítse. Ezen célból minden rendelkezésére álló eszközzel elősegíti tagjainak tanulmányait és a szakmai idegen nyelvi ismereteinek a bővítését. A szakkollégistának kötelessége, hogy tanulmányait felelősségteljesen és szakkollégistához méltó módon, magas színvonalon teljesítse, aktívan részt vegyen a TDK tevékenységben, továbbá, hogy a Szakkollégium képzési rendszerében ismereteit bővítse.

### Közösségi alappillér
A Szakkollégium célja saját önkormányzati közösségi életének fejlesztése és védelme. A Szakkollégium a tehetséggondozó tevékenységi körében független, autonóm. A Szakkollégium célja, hogy tagjaiban az önálló gondolkodás, a kezdeményezőkészség szellemét fejlessze, tagjai egyéniségét gazdagítsa.

### Társadalmi alappillér
Kiemelten fontos, hogy tagjaiban a felelősségvállalás és az etikus üzleti közéleti magatartás szellemét fejlessze. A Szakkollégium minden tagja és minden tisztségviselője felelősséggel tartozik kötelezettségei megszegéséért, illetve jogaival való visszaélésért. A szakkollégium szeretné, ha tagjai a társadalmi folyamatok iránt érzékeny, felelősen gondolkodó emberekké válnának, emellett különböző projektjeikkel és programjainkkal kiemelt céljuk, hogy megóvják környezetünk és társadalmunk értékeit.

### A Szakkollégium képzési vállalásai
- A társadalmi, gazdasági és üzleti kérdések iránt az alapképzési kereteken túl az érdeklődő hallgatók összefogása;
- A tehetség felismerése és segítése szakmai önművelésben, elmélyülésben, a tehetséggondozás jegyében;
- Extrakurrikurális kurzusok, előadások, workshopok, valamint vitanapok és vitaestek szervezése;
- Konferenciák, pályázati lehetőségek folyamatos figyelemmel kísérése, információk szolgáltatása;
- A szakkollégisták Tudományos Diákköri munkájának, szakmai versenyeken történő részvételének ösztönzése és támogatása;
- Rendszeres kapcsolattartás a Szakkollégium korábban végzett szakkollégistáival;
- A vélemények sokszínűségét biztosító nyilvánosság megteremtése;
- Állandó nyitottság a szakkollégiumi mozgalmat, a szakmai munkát és érdekérvényesítést célzó együttműködésre más diákszervezetekkel;